# Deficiencia del factor XII de la coagulación
La deficiencia del factor XII de la coagulación es una enfermedad rara que consiste en una ausencia o reducción de los niveles plasmático del factor XII. Normalmente ocurre en ausencia de una historia familiar de alteraciones hemorrágicas y se caracteriza por una prolongación del tiempo de coagulación.

## Síntomas y signos
Si bien se indica que las personas con deficiencia de FXII generalmente son asintomáticas,  estudios en mujeres con abortos espontáneos recurrentes sugieren una asociación con la deficiencia de FXII. La afección es de importancia en el diagnóstico diferencial con otros trastornos hemorrágicos, específicamente las hemofilias : hemofilia A con deficiencia de factor VIII o globulina antihemófila, hemofilia B con deficiencia de factor IX (enfermedad de Christmas) y hemofilia C con una deficiencia en el factor XI. 
Existe la preocupación de que las personas con deficiencia de FXII sean más propensas a sufrir enfermedades trombofílicas, sin embargo, esto difiere de un estudio a largo plazo realizado en Suiza.

## Causas
La deficiencia de FXII hereditaria o congénita suele transmitirse mediante herencia autosómica recesiva. Una persona necesita heredar un gen defectuoso de ambos padres. Las personas que tienen un solo gen defectuoso son asintomáticas, pero pueden tener niveles más bajos de FXII y pueden transmitir el gen a la mitad de su descendencia. 
En personas con deficiencia congénita de FXII, la afección dura toda la vida. Es posible que las personas afectadas quieran alertar a otros miembros de la familia, ya que también pueden ser portadores del gen. Un estudio de 1994 de 300 donantes de sangre sanos encontró que 7 personas (2,3%) tenían deficiencias de FXII y un sujeto no tenía FXII detectable (0,3%). Este estudio difiere de las estimaciones de que sólo 1 de cada 1.000.000 de personas padece esta afección. 
La forma adquirida de deficiencia de FXII se observa en pacientes con síndrome nefrótico, enfermedad hepática, sepsis y shock, coagulación intravascular diseminada y otras enfermedades.

## Diagnóstico
La afección se diagnostica mediante análisis de sangre en el laboratorio cuando se observa que las pruebas especiales de coagulación sanguínea son anormales. El tiempo de tromboplastina parcial activada específicamente (APTT) se prolonga. El diagnóstico se confirma mediante un ensayo que detecta niveles de FXII muy bajos o ausentes. 
El gen FXII (F12) se encuentra en el cromosoma 5q33-qter.  En el angioedema hereditario tipo III se ha descrito una mayor actividad del factor XII. 